# Jessica Oublié
Jessica Oublié, née en 1983 à Paris (France), est une consultante et autrice de bande dessinée française.

## Biographie
Jessica Oublié naît en 1983 à Paris, d’un père martiniquais et d’une mère guadeloupéenne, respectivement arrivés en métropole à l’âge de 15 et 14 ans.
Elle entre à l’université Panthéon-Sorbonne en 2002, et en sort diplômée d’une maîtrise d’histoire de l'art en 2007. Elle travaille ensuite à la rédaction de la revue Africultures pendant deux ans, avant de partir travailler en Centrafrique puis au Bénin jusqu’en 2013. Elle revient en France et étudie au Conservatoire National des Arts et Métiers dont elle obtient un master 2 en analyse du travail et développement des compétences en 2015. De 2014 à 2017, elle est également chargée de mission formation à l'Institut français.
En février 2015, Oublié apprend que son grand-père est malade. Il réside alors en Guadeloupe, et elle ne l’a pas vu depuis trois ans. Cela déclenche chez elle un besoin de « réduire la distance » avec ses aïeux et de mieux connaître leur histoire,. Il s’ensuit un travail de mémoire de trois ans, accompagnée de l’illustratrice Marie-Ange Rousseau. En 2017, les deux autrices publient une bande dessinée documentaire, Péyi An Nou, retraçant leur enquête sur le Bureau pour le développement des migrations dans les départements d'outre-mer (Bumidom), une entité française qui organise le déplacement de près de 160 000 ultramarins vers la métropole, de sa naissance en 1963 jusqu’à sa fermeture en 1981. L’album obtient le prix de la BD politique-France Culture en 2018,.
En février 2018, Jessica Oublié s’installe en Guadeloupe. Elle y découvre l’existence du chlordécone, un insecticide toxique utilisé dans les Antilles françaises entre 1972 et 1993. En septembre de la même année, elle commence à travailler sur une bande dessinée documentaire sur le sujet, intitulée Tropiques toxiques. Le 24 mars 2019, elle clôt avec succès son appel aux dons sur la plateforme Ulule pour le financement participatif de sa nouvelle bande dessinée.

## Publications
- Jessica Oublié (ill. Marie-Ange Rousseau), Péyi An Nou, Paris, Steinkis, 2017, 205 p. (ISBN 978-2-36846-124-2)
- Jessica Oublié (ill. Nicola Gobb), Tropiques toxiques. Le scandale du chlordécone, Paris, Steinkis / Les Escales, 2020, 128 p. (ISBN 978-2-36569-538-1)